# Takeshi Seyama
Takeshi Seyama (瀬山 武司 Seyama Takeshi?)  (nacido en 1944) es un editor de películas japonés. 
Ha sido el editor de varias series de anime y películas como La princesa Mononoke, Steamboy, Elfen Lied, Akira, y éxitos del Studio Ghibli, junto con Katsuhiro Otomo y Satoshi Kon. Ha trabajado recientemente en la película Paprika de Satoshi Kon, basada en la novela de Yasutaka Tsutsui. Es, además, el fundador de "Seyama Editing Room", especializada en la edición de anime.